# República Dominicana en los Juegos Paralímpicos de Barcelona 1992
La República Dominicana estuvo representada en los Juegos Paralímpicos de Barcelona 1992 por un deportista masculino. El equipo paralímpico dominicano no obtuvo ninguna medalla en estos Juegos.